# Mastercoin
Mastercoin — цифровая валюта и коммуникационный протокол, созданный на основе блокчейна Bitcoin. Он представляет собой одну из немногих масштабных попыток реализовать сложные финансовые операции в сфере криптовалют. В планах разработчиков создание децентрализованных бирж и реализация смарт-контрактов.

## История Mastercoin
J.R. Willet опубликовал первый выпуск протокола Mastercoin в январе 2012 года, в котором он допускает возможность использования уже существующей цепочки блоков Bitcoin как протокола транспортного уровня для создания новых валют с более сложными правилами не внося изменений в протокол и программное обеспечение Bitcoin.
В январе 2012 года J.R. Willet представил первый выпуск протокола Mastercoin. В своём изобретении он предложил использовать уже существующую блокчейн-цепочку Bitcoin как транспортный протокол для создания новых валют с более сложными правилами, при этом не изменяя протокол и программное обеспечение Bitcoin.
31 июля 2013 года проект Mastercoin был официально запущен, а также был создан соответствующий фонд. В течение первого месяца каждый желающий мог приобрести монеты Mastercoin, которые использовались для управления транзакциями в рамках протокола, отправляя Bitcoin на специальный адрес Exodus Address. Идея заключалась в том, что после запуска платформы стоимость монет могла вырасти, позволяя инвесторам продавать их и получать прибыль. Для управления средствами, поступающими на Exodus Address, была создана организация под названием Mastercoin Foundation. Несмотря на опасения, что Mastercoin может быть мошенничеством, около 500 человек инвестировали примерно 5000 Bitcoin, что на тот момент составляло около 500 000 долларов.
В январе 2014 года Mastercoin Foundation наняла на полную ставку J.R.Willet, как главного архитектора.
Согласно coinmarketcap.com в феврале 2014 года Mastercoin была седьмой криптовалютой на мировом рынке.
В марте 2015 года Mastercoin переименован в Omni. Роль Omni декларируется в предоставлении платформы для децентрализованных протоколов в экосистеме Bitcoin наподобие MaidSafe и Factom.

## Внешние источники
- mastercoin.org — официальный сайт Mastercoin
- Wiki
- Forum
- Mastercoin Foundation